# Petrochimi Bandar Imam BC
Petrochimi Bandar Imam Basketball Club (em persa: تیم بسكتبال پتروشیمی بندر امام) é um clube profissional de basquetebol masculino iraniano localizado na cidade de Mahshahr que disputa a Superliga Iraniana. Manda seus jogos na Arena Andisheh.

## Temporada por Temporada
| Temporada | Nível | Liga      | Pos. | Pós Temporada | Competições Regionais     | Competições Regionais | Competições Continentais | Competições Continentais |
| --------- | ----- | --------- | ---- | ------------- | ------------------------- | --------------------- | ------------------------ | ------------------------ |
| 2008-09   | 1     | Superliga | 4    | Semifinalista |                           |                       |                          |                          |
| 2009-10   | 1     | Superliga | 3    |               |                           |                       |                          |                          |
| 2010–11   | 1     | Superliga | 3    | Semifinalista |                           |                       |                          |                          |
| 2011–12   | 1     | Superliga | 3    | Finalista     |                           |                       |                          |                          |
| 2012–13   | 1     | Superliga | 1    | Campeão       |                           |                       |                          |                          |
| 2013–14   | 1     | Superliga | 1    | Campeão       | Liga da Sudoeste Asiático | 4-1 FN                |                          |                          |
| 2014-15   | 1     | Superliga | 3    | Semifinalista |                           |                       |                          |                          |
| 2015-16   | 1     | Superliga | 1    | Campeão       | Liga da Sudoeste Asiático | 4-0 CA                | Copa Asiática            | 3-1 SF                   |
| 2016-17   | 1     | Superliga | 1    | Campeão       | Liga da Sudoeste Asiático | 4-2 FN                | Copa Asiática            | Quarto Colocado          |
| 2017-18   | 1     | Superliga | 1    | Semifinalista | Liga da Sudoeste Asiático | 3-0 C                 | Copa Asiática            | Campeão                  |
| 2018-19   | 1     | Superliga | 1    | Semifinalista | Liga da Sudoeste Asiático | 3-1 F                 |                          |                          |
| 2019-20   | 1     | Superliga | 2º   |               |                           |                       |                          |                          |

## Jogadores Notáveis
| - Amir Amini - Javad Davari - Saeid Davarpanah - Ali Doraghi - Hamed Haddadi - Alireza Honardoust - Babak Nezafat - Samad Nikkhah Bahrami - Saman Veisi - Rouben Vesmadian - Hernol Hall - Jiří Hubálek - Claude Marquis - Ekene Ibekwe - Ejike Ugboaja - Jaime Lloreda - Jimmy Baxter | - Torraye Braggs - Jason Crowe - Ed Elisma - Joseph Forte - C. J. Giles - Tony Gipson - Julius Hodge - Vincent Jones - Mark Karcher - Art Long - Tony Madison - Marcus Melvin - Smush Parker - Alvin Sims - K'zell Wesson - Robert Whaley - Jonathan Gibson - Ivan Johnson |